# 老人福利推動聯盟
中華民國老人福利推動聯盟，簡稱老盟，是臺灣的全國性非營利組織，成立於1994年，由多個地區性長者團體與社會福利機構組成，成員包含伊甸社會福利基金會、弘道老人福利基金會、創世社會福利基金會等。該聯盟主要參與與高齡者相關的政策倡議與社會參與推動，亦提供部分失智與失能者的協助服務。

## 歷史沿革
老盟於1994年2月1日正式立案，初期主要致力於推動《老人福利法》的修法，並促成政府與民間合作關注高齡者權益。1990年代末期，老盟推動建立全臺首個「失蹤老人協尋系統」，2001年在內政部補助下設立「失蹤老人協尋中心」，建立24小時通報與協尋制度。
根據《社區發展季刊》報導，該聯盟的工作範圍自最初聚焦於《老人福利法》修法，逐漸擴展至社區服務與政策監督。

## 政策參與
老盟參與多項與高齡者福利與長期照顧政策相關的討論與倡議。2021年，老盟與其他非營利組織共同發起「長照權益監督聯盟」，提出《長期照顧服務法》之修法建議，並展開相關倡議活動。
同年，老盟作為行政院社會福利推動委員會中民間團體代表，於第28次會議中建議在《高齡政策白皮書》中增列高齡者權益章節，並提出涵蓋終身學習、數位參與、志工投入及就業支持等政策方向。
2023年，老盟主張將《老人福利法》修正為《高齡者權益保障法》，以納入更多人權觀點，並建議政府設置高齡人權委員會，衛福部則表示可研議。

## 社區參與
老盟亦參與多項社區行動計畫。2013年，該聯盟獲衛生福利部社會及家庭署補助，推動「獨立倡導關懷人」制度，培訓志工進入長期照護機構協助住民表達意見與需求。

2021年起，老盟試行「孤獨處方箋暨社區共好」方案，以「時間銀行」為基礎的社區互助機制，並促進高齡者參與在地陪伴服務與資源共享。
此外，老盟還於2023年舉辦了以數位技能與高齡者社會參與為主題的工作坊與論壇
。
2025年，老盟與內政部合作舉辦歲末關懷活動，推動政府與民間組織於長者服務領域的協作。

## 倡議活動

### 第一屆樂齡金安獎（2025）
2025年，老盟舉辦第一屆「樂齡金安獎：老人保護成功案例徵件」活動，主題為「高齡零暴力，金安真安心」，公開徵集全台實踐高齡者保護與預防暴力的案例。活動旨在提升社會對高齡者人權保障的關注，促進各界專業人員間的經驗交流。該活動亦呼應聯合國「世界虐待老人警醒日」倡議。

頒獎典禮於2025年6月11日舉行，活動開場安排了一齣以失智長者為主題的家庭暴力行動劇。頒獎典禮邀請中央部會、立法委員、學者專家及民間團體代表出席。立法委員王育敏與陳菁徽分別從政策與醫療角度呼籲健全高齡者保護機制，並承諾推動更多高齡友善法案。
本屆徵件共收到41件作品，最終選出12組傑出個人與團體，涵蓋醫療、照護、社福及金融等領域。其中，高齡身心保護組第一名由關渡醫院長照科團隊獲得，財務安全組第一名則由安泰銀行獲獎 ，反映預防身心傷害及金融詐騙的實務經驗。
老盟表示，樂齡金安獎的設立目的在表彰長期投入高齡照顧與防治暴力工作的個人與團體，並促進社會對高齡者保護議題的關注。

## 評價
老盟於2021年與2023年獲內政部頒發的「全國性社會團體公益貢獻獎」，此獎表彰其在高齡者相關事務的參與。2024年，老盟獲教育部「社會教育貢獻獎」。

## 外部連結
- 老盟官方網站
- 失蹤老人協尋中心